# Mejîrici, Lebedîn
Mejîrici (în ucraineană Межиріч) este localitatea de reședință a comunei Mejîrici din raionul Lebedîn, regiunea Sumî, Ucraina.

## Demografie
Componența lingvistică a localității Mejîrici
     Ucraineană (96,54%)
     Rusă (2,95%)
     Alte limbi (0,35%)
Conform recensământului din 2001, majoritatea populației localității Mejîrici era vorbitoare de ucraineană (96,54%), existând în minoritate și vorbitori de rusă (2,95%).